# Municipio de Santa Cruz (Sonora)
El municipio de Santa Cruz es un municipio  en Sonora al norte del Estado de Sonora en México, de una población de 1.996 habitantes.

## Geografía
El municipio está situado en la Sierra Madre Occidental, donde se presencian montañas de hasta 1.530 metros.

### Condados y municipios adyacentes
- Cananea Municipio - del este y al sureste y sur
- Ímuris Municipio - suroeste
- Nogales Municipio - del oeste
- Condado de Cruz de la Santa, Arizona - del norte
- Cochise Condado, Arizona - noreste

### Ciudades y pueblos
Las localidades más grandes (ciudades, pueblos) son:
| Nombre                      | 2010 Población de Censo |
| --------------------------- | ----------------------- |
| Santa Cruz                  | 1,038                   |
| Miguel Hidalgo (San Lázaro) | 640                     |
| Milpillas                   | 172                     |
| Municipio total             | 1,998                   |